# Pilot 778 SE
Pilot 778 SE är en svensk lotsbåt som byggdes 1999 som Tjb 778 av Uudenkaupingin Työvene Oy i Nystad i Finland till Sjöfartsverket i Norrköping. Tjb 778 stationerades vid Sundsvalls lotsplats. Placeras Härnösand. År 2002 flyttades båten till Skellefteå lotsplats. Placeras i Jävre. År 2005 döptes båten om till Pilot 778 SE.